# Martin Chambers (Musiker)

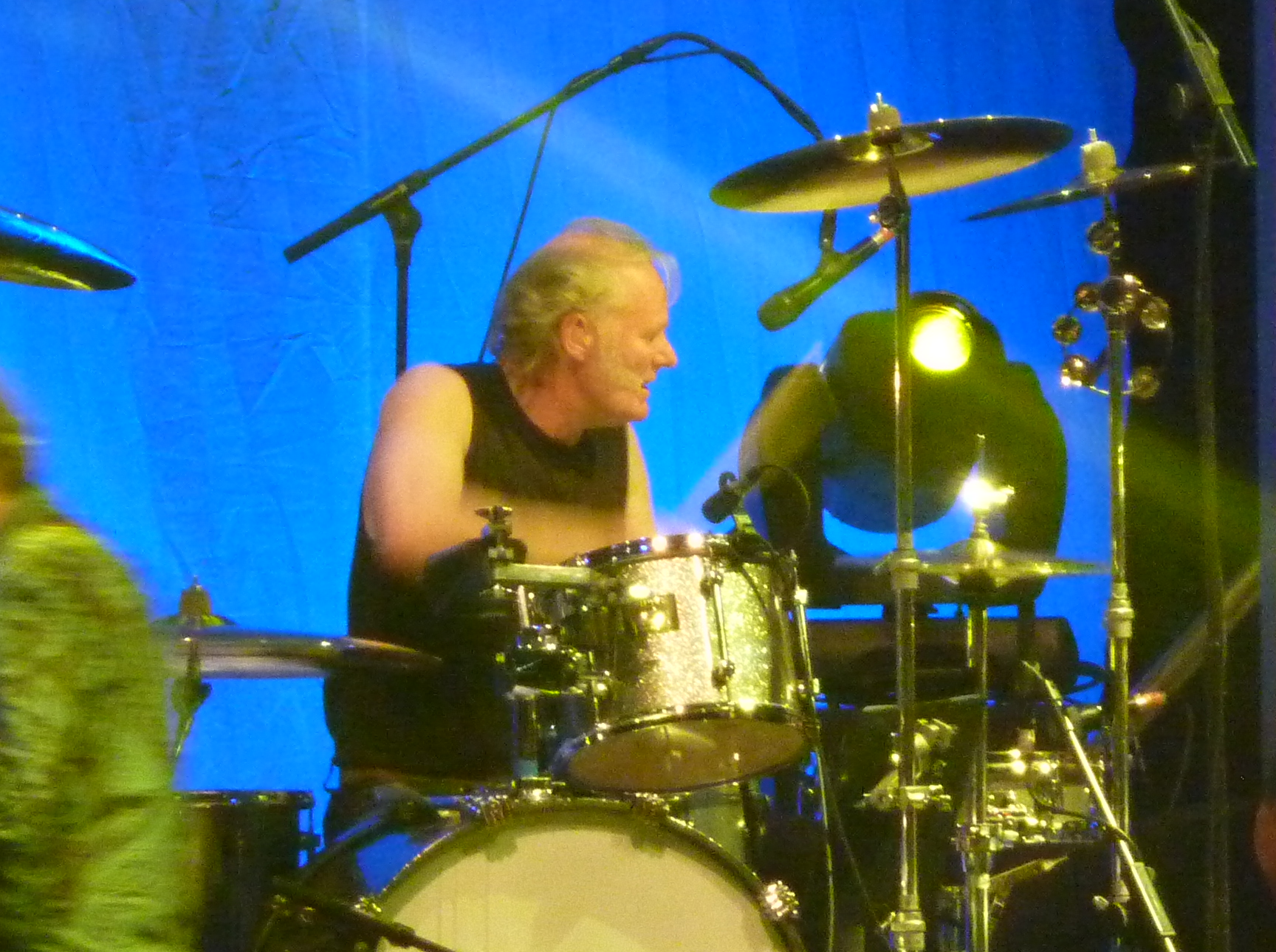
Martin Chambers (2009)

Martin Dale Chambers (* 4. September 1951 in Hereford) ist ein britischer Schlagzeuger, der vor allem mit der Rockband The Pretenders bekannt wurde.

## Werdegang
Chambers begann mit 16 Jahren, als Autodidakt Schlagzeug zu spielen. Mitte der 1970er spielte Chambers in der Band Cheeks von Verden Allen, dem ehemaligen Mott-the-Hoople-Keyboarder. Hier lernte er James Honeyman-Scott kennen, der ihn später zu den Pretenders holte.
Im November 1978 wurde er Gründungsmitglied der Pretenders. Seine erste Mitgliedschaft dauerte bis Mitte der 1980er Jahre. Der Umgang mit dem Tod der Bandkollegen Honeyman-Scott und Pete Farndon erwies sich als schwierig und führte dazu, dass er während der Get Close Sessions ausschied.
1994 trat Chambers den Pretenders während der Aufnahmen für Last of the Independents wieder bei und ist seitdem Mitglied. Chambers erwies sich mit einem härteren Stil als vielseitiger Schlagzeuger innerhalb der Gruppe. Gitarrist Adam Seymour sagte dazu, dass „zwischen Chrissies Gitarre und Martins Schlagzeug etwas passiert, ... Martin zieht den Beat zurück, während Chrissie ihn vorantreibt.“ (Rhino Entertainment Company, 2006).
Chambers spielte auch in der Band Miss World mit dem Songwriter Jonathan Perkins, der mit Künstlern wie XTC und Original Mirrors zusammengearbeitet hatte. Im Herbst 2009 war Chambers zusammen mit Verden Allen bei sieben Reunion-Konzerten von Mott the Hoople mit von der Partie.